# Paramore (album)
Albums de Paramore
Brand New Eyes
(2009) The Holiday Sessions
(2013)
Singles
1. Now
Sortie : 22 janvier 2013
2. Still Into You
Sortie : 14 mars 2013
3. Ain't It Fun
Sortie : 18 août 2013
4. Daydreaming
Sortie : 2 décembre 2013

Paramore est l'album homonyme du groupe de rock américain Paramore. C'est le quatrième album studio du groupe sorti le 5 avril 2013 sous le label Fueled by Ramen. C'est également leur premier album sans les membres fondateurs, les frères Josh et Zac Farro.

## Histoire
Le 18 avril 2012, la chanteuse Hayley Williams annonce sur le site du groupe que le producteur du nouvel album sera Justin Meldal-Johnsen, qui a déjà produit de la musique pour M83 et Neon Trees. Lors d'une interview avec Electronic Music, Meldal-Johnsen déclare : « The album to sound very visceral and a little bit less locked down and computerized, more 1981 than 2012, with a nod to 2016. »
Le 2 juillet 2012, il est annoncé sur Twitter que Ilan Rubin enregistre la batterie pour l'album. Hayley Williams et Taylor York confirme, grâce à Twitter, qu'ils ont terminé l'enregistrement de l'album le 1er novembre 2012. Le 6 décembre 2012, Paramore fait une annonce sur leur site officiel, qui révèle le nom de l'album et la date de sortie, ainsi que le nom du premier single de l'album, Now. Le groupe poste des paroles de leur nouveau single sur leur site :

« If there's a future we want it now...
Lost the battle. 
Win the war.
Bringing my sinking ship back to the shore.
Starting over.
Head back in.
There's a time and a place to die.
But this ain't it. »

Le 22 janvier 2013, le single Now sort et l'on découvre le son rock que l'on connaissait d'eux dans le refrain. Ensuite, le 14 mars de la même année, le deuxième single de l'album est délivré : Still Into You.

## Liste des morceaux
Toutes les chansons sont écrites et composées par Hayley Williams et Taylor York, sauf mention contraire.
| 1.    | Fast In My Car (Williams, York, Meldal-Johnsen) | 3:42 |
| 2.    | Now                                             | 4:07 |
| 3.    | Grow Up                                         | 3:50 |
| 4.    | Daydreaming                                     | 4:31 |
| 5.    | interlude: Moving On                            | 1:30 |
| 6.    | Ain't It Fun                                    | 4:56 |
| 7.    | Part II (Williams, York, Meldal-Johnsen)        | 4:41 |
| 8.    | Last Hope                                       | 5:09 |
| 9.    | Still Into You                                  | 3:36 |
| 10.   | Anklebiters (Williams, York, Meldal-Johnsen)    | 2:17 |
| 11.   | interlude: Holiday (Williams, Davis)            | 1:09 |
| 12.   | Proof (Williams, York, Meldal-Johnsen)          | 3:15 |
| 13.   | Hate to See Your Heart Break                    | 5:09 |
| 14.   | (One of Those) Crazy Girls                      | 3:32 |
| 15.   | interlude: I’m Not Angry Anymore                | 0:52 |
| 16.   | Be Alone                                        | 3:40 |
| 17.   | Future                                          | 7:52 |
| 63:48 |                                                 |      |

## Artistes

### Paramore
- Hayley Williams - chant
- Jeremy Davis - guitare basse
- Taylor York - guitare

### Membres supplémentaires
- Ilan Rubin - batterie
- Justin York - guitare
- Justin Meldal-Johnsen - producteur

## Certifications
| Pays              | Certification |
| ----------------- | ------------- |
| Australie (ARIA)  | Or            |
| États-Unis (RIAA) | Platine       |
| Royaume-Uni (BPI) | Or            |